# Sumpriska
Sumpriska (Lactarius auriolla) är en svampart som beskrevs av Kytöv. 1984. Sumpriska ingår i släktet riskor och familjen kremlor och riskor.  Arten är reproducerande i Sverige. Inga underarter finns listade i Catalogue of Life.